# Новий порядок

Новий порядок у Європі

Новий порядок (нім. Neuordnung) — політичний режим, який Третій Рейх хотів встановити на окупованих територіях. Встановлення Нового порядку почалося задовго до початку Другої світової війни, але було публічно проголошено Адольфом Гітлером у 1941 році.
Окрім всього, Новий порядок передбачав створення пангерманської держави, яка базувалася на націонал-соціалістичній ідеології, що забезпечило б панування арійської раси, масивну територіальну експансію у Східній Європі, а також проведення плану «Ост».

## Походження терміна
Термін Neuordung спочатку мав інше і більш обмежене значення. Цей термін перекладають як Новий порядок, проте його більш коректний переклад — реорганізація. В період правління Адольфа Гітлера цей термін використовувався специфічно для перенесення кордонів держав у Європі. У кінцевому вигляді термін звучав як Новий порядок у Європі.

## Геополітична стратегія
Ідея Гітлера про експансію на Схід були описані у його автобіографічній книзі «Майн Кампф». Ці ідеї впливали на нього протягом ув'язнення у 1924 році. Також на нього вплинув Карл Гаусгофер.

## Реалізація в Європі

### Військові кампанії в Польщі та Західній Європі

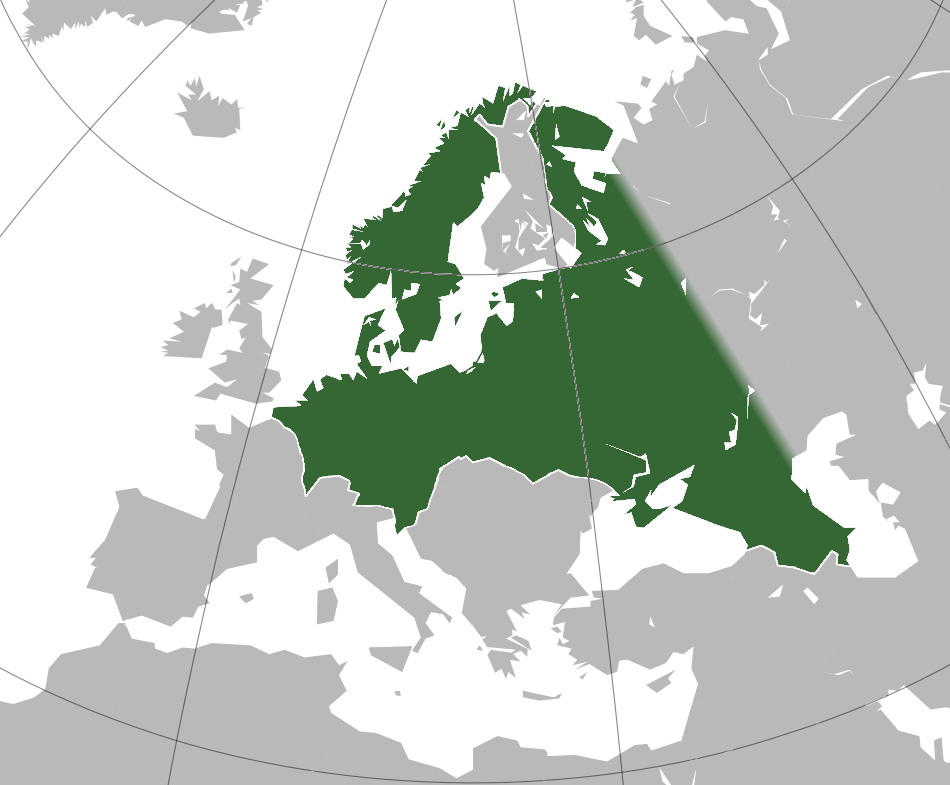
Кордони запланованої держави -Великого Німецького Райху.

Початковою стадією встановлення Нового порядку було:
- Угода про ненапад між Німеччиною та Радянським Союзом перед нападом на Польщу, щоб запобігти війні на два фронти і забезпечити достатню кількість продовольства під час блокади Британії

- За планом Бліцкригу вони атакували Північну і Західну Європу (Операція «Везерюбунг» і Французька кампанія (1940)) щоб нейтралізувати спротив Заходу. В результаті була завойована Данія, Норвегія, Люксембург, Бельгія, Нідерланди та Франція, які були під контролем Німеччини вже влітку 1940.

Більшість населення, яке було депортоване із захоплених німцями країн використовувалося як робоча сила.
Наприкінці лютого 1943 року Отто Браутігам, який очолював Міністерство окупованих східних територій говорив, що він може оприлюднити персональну доповідь Едварда Вагнера про розмову з Генріхом Гіммлером у якому другий висловив бажання винищити 80 % населення Франції та Англії загонами СД після перемоги Німеччини.

### Встановлення німецької влади в Південно-Східній Європі
Перед нападом на СРСР, Перша Словацька Республіка, Угорщина, Румунія, Болгарія та Сербія вже були сателітами нацистів. Королівство Чорногорія було союзником Італії, коли вона анексувала Албанію. Греція була під німецько-італійською окупацією через розгортання Руху Опору.

### Іспанія та Португалія
Іспанський диктатор генерал Франсіско Франко планував вступити у війну на боці Німеччини. Іспанські фалангісти пред'являли численні прикордонні претензії. Франко претендував на французькі баскські департаменти, каталонськомовні Руссійон, Сердань та Андорру. Іспанія також хотіла повернути Гібралтар у Сполученого Королівства через символічну та стратегічну цінність. Франко також закликав до возз'єднання Марокко як іспанського протекторату, анексії району Оран у французького Алжиру та широкомасштабного розширення Іспанської Гвінеї. Цей останній проект був особливо нездійсненним, оскільки він перекривав німецькі територіальні амбіції повернути німецький Камерун, і Іспанія, швидше за все, буде змушена повністю відмовитися від Гвінеї. Іспанія також прагнула до федерації з Португалією на спільних культурних та історичних засадах (таких як Іберійська унія).
Після відмови Іспанії приєднатися до війни очікувалося, що Іспанія та Португалія зазнають вторгнення та стануть маріонетковими державами. Вони мали передати Німеччині прибережні міста та острови в Атлантиці як частину Атлантичного муру та служити німецькими військово-морськими об’єктами. Португалія повинна була поступитися португальському Мозамбіку та португальській Анголі в рамках передбачуваного колоніального проекту Міттелафрика.

## Згортання Нового порядку

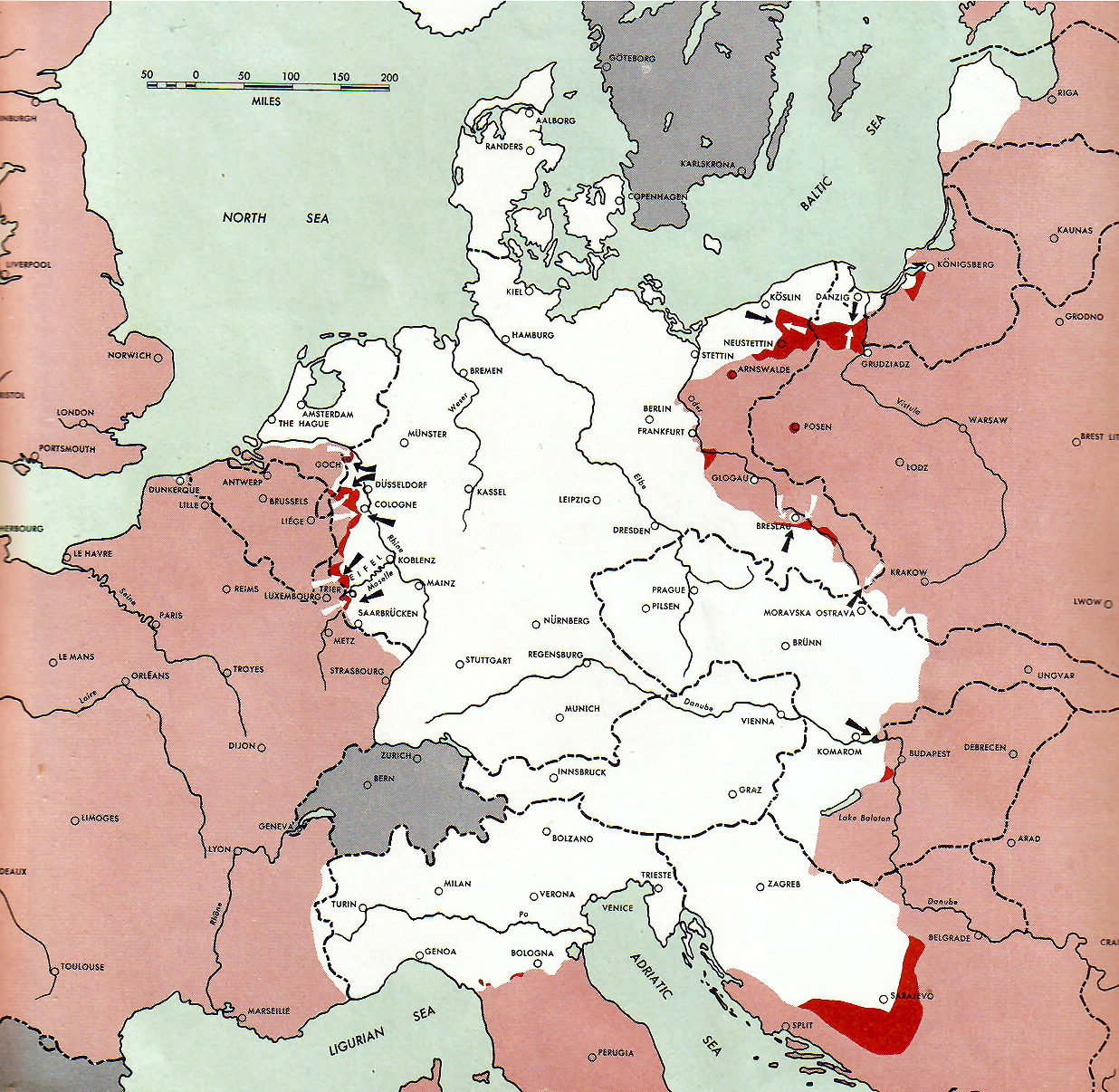
Території, які ще знаходилися під німецьким контролем до травня 1945

Після поразки у Сталінградській битві, німці повинні були переходити у захист і не були в змозі активно підтримувати Новий порядок у СРСР. Після поразки у Битві на Курській дузі німці вже не могли повною мірою контролювати Західний фронт. Йозеф Геббельс у розмові з Гітлером висловив думку, що Вермахт повинен підписати договір з СРСР про відновлення Пакту Молотова — Ріббентропа. Це б дало Німеччині можливість подолати опір Англії на заході, щоб потім продовжити війну з СРСР пізніше.
Арденнська операція була останньою й остаточною поразкою Третього Рейху в Другій світовій війні.